# Bethany Hamilton
Pour les articles homonymes, voir Hamilton.
 (octobre 2022).
Le contenu est difficilement compréhensible vu les erreurs de traduction, qui sont peut-être dues à l'utilisation d'un logiciel de traduction automatique.
Bethany Meilani Hamilton-Dirks est une surfeuse américaine née le 8 février 1990 à Kauai, à Hawaï. Elle a survécu à une attaque de requin sur la côte Nord d'Hawaï et continue de surfer malgré la perte de son bras gauche. Un biopic est réalisé sur Bethany dans le film   Soul Surfer réalisé par Sean McNamara en 2011 qui retrace son parcours et l’histoire de son accident interprété par Anna Sophia Robb.

## Biographie

### Jeunesse
Bethany Meilani Hamilton est née le 8 février 1990 à Kauai, à Hawaï, de parents Tom et Cheri. Élevée dans une famille pratiquant le surf, elle pratique le surf dès l'âge de 5 ans avec ses frères aînés Noah et Tim. Elle a commencé à surfer en compétition à 8 ans, et à 9 ans elle avait gagné son premier parrainage.
Membre de l’équipe de Hanalei Surf Co., Hamilton, formée à la maison, s’est révélée capable de battre les surfeurs plus expérimentés en compétition. En mai 2003, elle a remporté à la fois son groupe d’âge et la division ouverte d’Hawaï.'s Événement Local Motion / Ezekiel Surf Into Summer.[pas clair] Peu après, elle a terminé deuxième chez les femmes division ouvertes des championnats nationaux de la National Scholastic Surfing Association (NSSA) à San Clemente, en Californie.

### Attaque de requin
Le 31 octobre 2003, à l'âge de 13 ans, elle est attaquée par un requin-tigre de plus de 4 mètres et perd son bras gauche. Son frère ainsi que sa meilleure amie et son père sont témoins de la scène. Son entourage lui fait comprendre que le retour à l'eau va être difficile et qu'elle ne pourra peut-être plus jamais surfer.

### Récupération et célébrité
Passionnée par le surf et grâce à sa foi, elle décide de surpasser son destin et envisage de poursuivre sa carrière. Les médias se déplacent alors sur la petite île hawaïenne afin d'en apprendre davantage sur l'histoire de Bethany. Elle retourne à l'eau seulement un mois après l'accident et décide de reprendre les compétitions en janvier 2004. Bethany refuse tout traitement de faveur par rapport à son handicap (unique différence avec ses concurrents : une poignée qui lui permet de retenir son surf lorsqu'elle passe sous une vague) et souhaite poursuivre son rêve d'être championne du monde de surf. Elle évoque son épanouissement lorsque, dans l'océan, elle réussit à surfer malgré l'absence d'un bras. Elle gagne alors le Best Comeback Athlete ESPY Award (en) lors des ESPY Awards durant le mois d'août 2004.
Hamilton a recommencé à surfer à peine un mois après l'attaque, sa détermination aidant à garder l'histoire vivante dans le cycle de l'actualité. Son autobiographie de 2004, Soul Surfer: une histoire vraie de foi, de famille et de combat pour revenir au conseil, est devenu un best-seller et elle a été honorée pour son courage par MTV, ESPN et la United States Sports Academy.
Plus important encore, Hamilton a démontré que la perte d’un bras n’était pas un obstacle à la réalisation de ses objectifs de surf. Elle a remporté l'Explorer Women's division aux championnats nationaux NSSA 2005, et a commencé à concourir sur le circuit professionnel en 2007.
Cette année a également amené la sortie de Heart of a Soul Surfer, un documentaire de son retour à l'eau après l'attaque qui a transformé sa vie. Le documentaire a inspiré la création de Soul Surfer, un film de 2011 sur l'événement avec AnnaSophia Robb dans le rôle de Hamilton.
En 2012, Hamilton a commencé à fréquenter le jeune pasteur Adam Dirks et ils se sont mariés en août 2013. En 2014, ils ont été nommés dans la distribution de la saison 25 La course fantastique, livrer une forte performance avant de terminer à la troisième place. Hamilton est également apparu sur des spectacles tels que Extreme Makeover: Édition Familiale et Le plus gros perdant.
Hamilton a cherché à encourager un mode de vie sain et à partager des histoires de sa foi personnelle à travers des conférences, l'organisation à but non lucratif Friends of Bethany et un grand nombre de médias sociaux. Son deuxième livre, Corps et âme: Un guide pour une vie en bonne forme, amusante et fabuleuse a été publié en 2014, et elle est devenue impliquée dans la création d'un autre documentaire, Surfs comme une fille. Elle a également réussi à conserver son avantage concurrentiel dans l’eau en décrochant la première place à l’événement professionnel Surf n Sea Pipeline Women de 2014.
Début 2015, Hamilton a annoncé qu'elle était enceinte et qu'elle allait bientôt réduire son emploi du temps chargé. 
En février 2023, la surfeuse fait savoir qu'elle ne participerait plus à des compétitions de la World Surf League (WSL) si celle-ci autorisait les femmes trans à surfer dans les épreuves féminines. Après cette annonce, la marque Rip Curl cesse de sponsoriser la surfeuse en novembre de la même année.

## Vie privée
Le 17 août 2013, elle épouse Adam Dirks à Kauai, à Hawaï. Le 1er juin 2015, elle donne naissance à leur premier enfant, un garçon, nommé Tobias Dirks. Le 23 mars 2018, elle donne naissance à leur deuxième enfant, un garçon, nommé Wesley Phillip. Le 14 février 2021, elle donne naissance à leur troisième enfant, un garçon, nommé Micah. En juillet 2023, ils accueillent leur quatrième enfant, une petite fille nommée Alaya.

## Palmarès

### Titres
- 2005 : Championne NSSA (Explorers Womens)[3]

### Podium
- 2009 : Vice-championne du monde Junior

### Victoires

#### Junior
- 2005 : O'Neil Pro Junior

## Filmographie
- 2007 : Heart of a Soul Surfer de Becky Baumgartner, film tiré de son livre paru en 2004. Dans ce film, elle joue son propre rôle ainsi que les membres de sa famille. On retrouve également d'autres surfeuses hawaïennes : Alana Blanchard (ainsi que sa famille), Carissa Moore et Coco Ho[4].
- 2011 : Soul Surfer de Sean McNamara propose une adaptation cinématographique de son histoire, qui sort le 8 avril 2011 aux États-Unis. Néanmoins, Bethany ne joue pas son propre rôle mais est incarnée par l'actrice américaine AnnaSophia Robb.
- 2014 : L'Incroyable Histoire de Winter le dauphin 2 : Elle-même